# وليد عبد المقصود
من هو وليد عبد المقصود؟
وليد عبد المقصود (مواليد 14 يونيو 1979) هو لاعب كرة يد مصري. شارك في دورة الالعاب الاولمبية الصيفية 2008. 